# 아리고 보이토

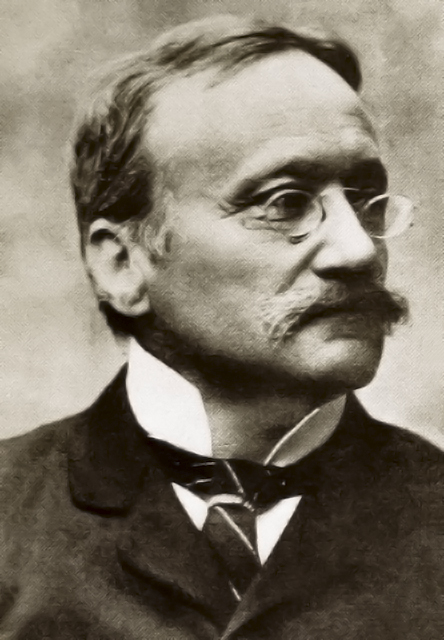
아리고 보이토

아리고 보이토(Arrigo Boito, 1842년 2월 24일 ~ 1918년 6월 10일)는 이탈리아의 작곡가인 동시에 뛰어난 대본 작가로, 파도바 출신이다. 주세페 베르디의 <오텔로>, <팔스타프>, 아밀카레 폰키엘리의 <조콘다> 등의 명작 대본작가로서 이름을 남기고 있다. 작곡가로서는 리하르트 바그너의 악극 영향을 받은 작품을 쓰고 있으나 요한 볼프강 폰 괴테의 <파우스트>를 바탕으로 한 오페라 <메피스토펠레>가 대표작이다.